# Vapor Pampa
El transporte Pampa fue un vapor a ruedas que sirvió en la Armada Argentina como transporte y con el nombre de Coronel Paz como depósito correccional, lazareto y pontón.

## Historia
Los detalles acerca de sus orígenes no son claros. Según el historiador naval Arguindeguy, el vapor a ruedas Parminghan, diseñado para navegar por el río Misisipi, fue construido en Inglaterra para los Estados Confederados de América durante la guerra de Secesión junto a un gemelo al que llama el "célebre Small Bird de la Armada Confederada". Otras referencias agregan que dicho Small Bird fue incorporado a la Marina de la Unión como el transporte USS Wasp. No obstante, el USS Wasp era originalmente el CSS Emma Henry, de 521 t, construido en 1864 y capturado por el USS Cherokee el 8 de diciembre de ese año. Para mayor confusión, no aparecen tampoco referencias a un CSS Small Bird.
Por otra parte, en Anales de la Marina de Guerra de la República Argentina, Luis Cabral relata que "Durante los últimos meses del año 1869 ... procedentes de los puertos de Inglaterra llegaron al de Buenos Aires los vapores gemelos Small Bird y Parmingham". Afirma que habían sido encargados en 1868 para la navegación del Misisipi y que el Small Bird "muy enseguida fue vendido a la legación Norteamericana, que lo destinó a transporte de guerra para los ríos Uruguay y Paraná, tomando el nombre oficial de Wasp". Por su parte, Caras y Caretas en 1925 menciona al "Parmingham, construido en 1868 en Estados Unidos".
Fueran cuales fueran sus orígenes, el Parmingham no llegó a incorporarse a la armada estadounidense y conservó matrícula mercante inglesa hasta que encontrándose en el puerto de la ciudad de Buenos Aires y destacándose por su rapidez, fue adquirido por la empresa Miguel Soler&Cía en $f 50 000 para destinarlo a paquete postal en el río Paraná y en la carrera Buenos Aires-Montevideo. Tripulado en sus comienzos por oficiales de la Marina de Guerra argentina, fue también autorizado a enarbolar en servicio el pabellón de buque de guerra.
Tenía 69,40 m de eslora, 7.40 de manga, 3,40 de puntal y 2,00 de calado medio, con un desplazamiento de 410 t. Su casco era de acero y su aparejo era de pailebote de dos palos. Una máquina a vapor oscilante diagonal de 2 cilindros con 4 calderas y una potencia de 260 HP impulsaban dos ruedas laterales protegidas por tamboretes de hierro y le permitían alcanzar una velocidad máxima de 13 nudos y 8 de crucero. Sus carboneras tenían una capacidad de 240 t de combustible.
Cuando en abril de 1870 estalló la rebelión jordanista en la provincia de Entre Ríos fue arrendado por el estado en la suma de $f 3000 y puesto al mando de José R. González, pero ya en junio el Dr.Carlos Tejedor, quien en poco tiempo asumiría el Ministerio de Relaciones Exteriores y Culto de la República Argentina, impulsó su compra que se hizo efectiva por $f 47 000, saldando así a Soler el valor de su inversión.
Armado con 2 cañones Krupp de campaña de 75 mm y tripulado por 100 hombres provenientes del vapor Pavón, se incorporó a la Armada Argentina y en 1871 intervino en la campaña de la provincia de Entre Ríos contra Ricardo López Jordán al mando de Erasmo Obligado y accidental de Juan León Caminos (julio) y Martín Guerrico (abril), como buque insignia de la Escuadrilla del Paraná en división con el vapor General Brown y el Espora y sirviendo como transporte de tropas y pertrechos.
En 1872 fue destinado a tareas de vigilancia en el río Uruguay pero ante un previsible nuevo alzamiento fue empleado en el transporte de tropas hacia Concepción del Uruguay con base en la ciudad de Rosario. Tras ejercer el mando brevemente el capitán Juan León Caminos, en noviembre lo asumió el capitán Ceferino Ramírez.
En marzo de 1873 pasó a los talleres del río Luján (Tigre (Buenos Aires) para efectuar reparaciones pero en el mes de mayo ya era nuevamente enviado al río Paraná para intervenir en la lucha contra López Jordán. Durante esa campaña, en octubre persiguió, capturó y trasladó a Buenos Aires al vapor Porteña. En noviembre trasladó al presidente de la República a Rosario. El 12 de ese mes fue integrado oficialmente junto al Vapor Roseti a la Escuadrilla del Paraná. 
Hasta marzo de 1874 continuó auxiliando al movimientos de tropas en el litoral, pasando luego a situación de desarme en río Luján. A fines de ese año y al mando del capitán Jorge H. Lowry trasladó tropas a Rosario, regresando a río Luján. 
Allí, en 1875, se continuaron efectuando reparaciones en su casco y se modificó su armamento, montándose 2 colizas de bronce de 160 mm (una a proa del trinquete y otra a popa del palo mayor) y 2 cañones de bronce de a 8 (uno por banda, en el centro del buque).

### Coronel Paz
Un decreto del 2 de marzo cambió su nombre por el de Coronel Paz. Si bien se decidió utilizarlo estacionario como "Correccional de Menores", la situación en el litoral lo mantuvo operativo como transporte armado, por lo que aún ya habiendo abordado algunos de los jóvenes fue movilizado al teatro de operaciones hasta ser relevado por el vapor Puerto de Buenos Aires.
Al tomarse conocimiento de la epidemia de fiebre amarilla que azotaba Brasil, recibió órdenes de controlar los buques que hubieran tocados los puertos afectados. En esa función detuvo a cañonazos y capturó al buque de matrícula alemana Washington que estando bajo custodia y embargado había pretendido abandonar el puerto de Buenos Aires. En diciembre pasó nuevamente al Paraná para trasladar de regreso desde Goya a tropas del ejército y al vapor Luisita.
En 1876 pasó a río Luján y sufrió modificaciones en su obra muerta para permitir aumentar el número de menores a bordo. El 1 de abril fue oficialmente designado "Correccional de Menores de la Armada" y su comandante, Lowry, recibió el título de "Director" del mismo.
Hasta 1877 cumplió esa función llegando a albergar hasta 250 menores. En enero Lowry fue reemplazado por el práctico Juan Rubado y el 25 de mayo los menores alojados se amotinaron por el maltrato. El consiguiente sumario dispuso evaluar un sistema alternativo al Correccional y efectuar un estudio del buque y sus posibles usos.
Si bien durante 1878 al mando del teniente de navío Ángel Castello continuó funcionando el Correccional con un número reducido de menores, el estudio realizado aconsejó convertir al buque en lazareto de la escuadra, por lo que se dieron inicio a las modificaciones necesarias en los talleres del río Luján y para fines de ese año era habilitado en su nueva función.
Durante 1879 prestó servicio como Lazareto y Hospital Flotante de la escuadra aunque requirió nuevas reparaciones y en 1880, manteniendo su función, fue enviado como estacionario y buque intendencia a la Rada Exterior del puerto de Buenos Aires en reemplazo del General Brown. Al estallar la revolución de 1880 se sumó a la línea de bloqueo para impedir el contrabando de armas destinadas a los rebeldes.
En 1881 regresó a su función exclusiva como buque hospital pero "El hospital flotante que teníamos, buque viejo y en malísimo estado, no reunía condiciones para tener enfermos a bordo algo graves, debiéndolos remitirlos al Hospital Militar".
En consecuencia, a mediados de año pasó a situación de desarme con tripulación reducida (comandante, oficial y cinco tripulantes) y fue destinado como estacionario primero en la isla Martín García y luego frente a Punta Lara. 
En julio se decidió su venta, el 30 fue rematado y por decreto del 2 de agosto de 1882 se aprobó su venta en $f 12.000 en conjunto con la del Santa Fe a la compañía de José y Bernardo Garay, quienes lo convirtieron en un pailebote fluvial matriculado con el nombre María. Años después fue vendido a una compañía inglesa radicada en Brasil, naufragando en aguas próximas a Río de Janeiro en 1894. 
Existió al menos otro vapor Pampa, de 3021 t, construido para la compañía francesa Compagnie Chargeurs Reunis y botado el 14 de abril de 1878 que efectuó numerosas travesías entre El Havre y Buenos Aires (1883, 1898, 1906, 1909, 1915) transportando fundamentalmente inmigrantes.